# Jason Michael Carroll
Jason Michael Carroll (* 13. Juni 1978 in Houston, Texas) ist ein US-amerikanischer Countrysänger und Songwriter.
Bis 2004 spielte Carroll in Countrybands in seiner Heimat North Carolina, dann gewann er einen Fernsehwettbewerb in seinem Bundesstaat und begann danach seine Solokarriere.
Mit seinem Debütalbum Waitin' in the Country gelang ihm sofort ein ungewöhnlicher Durchbruch: Auf Anhieb schaffte er es auf Platz eins der Country-Charts und Platz 8 der offiziellen US-Album Charts. Seine beiden ersten Singles Alyssa Lies und Livin' Our Love Song kamen unter die Top 10 der Country-Charts und waren auch in den Hot 100 erfolgreich.

## Diskografie

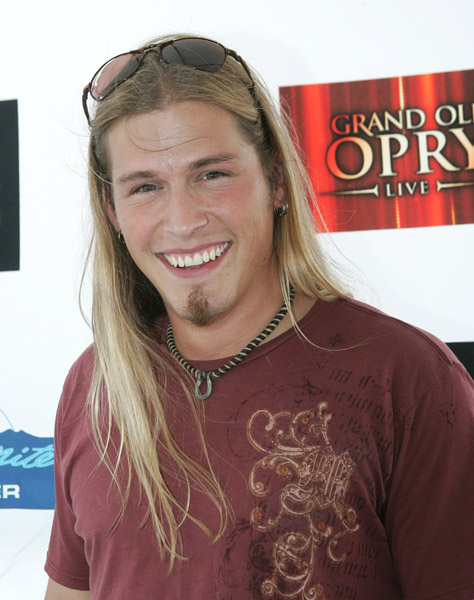
Jason Michael Carroll (2007)

### Studioalben
| Jahr | Titel                     | Höchstplatzierung, Gesamtwochen, AuszeichnungChartplatzierungen (Jahr, Titel, Platzierungen, Wochen, Auszeichnungen, Anmerkungen) | Höchstplatzierung, Gesamtwochen, AuszeichnungChartplatzierungen (Jahr, Titel, Platzierungen, Wochen, Auszeichnungen, Anmerkungen) | Anmerkungen |
| Jahr | Titel                     | US | Country | Anmerkungen |
| ---- | ------------------------- | --- | --- | ----------- |
| 2007 | Waitin’ in the Country    | US8 (38 Wo.)US | Country1 (78 Wo.)Country |             |
| 2009 | Growing Up Is Getting Old | US28 (6 Wo.)US | Country7 (46 Wo.)Country |             |
| 2011 | Numbers                   | US198 (1 Wo.)US | Country33 (8 Wo.)Country |             |
| 2015 | What Color Is Your Sky    | — | Country37 (1 Wo.)Country |             |

### EPs
- 2010: Christmas on the Farm

### Singles
| Jahr | Titel Album                                      | Höchstplatzierung, Gesamtwochen, AuszeichnungChartplatzierungen (Jahr, Titel, Album, Platzierungen, Wochen, Auszeichnungen, Anmerkungen) | Höchstplatzierung, Gesamtwochen, AuszeichnungChartplatzierungen (Jahr, Titel, Album, Platzierungen, Wochen, Auszeichnungen, Anmerkungen) | Anmerkungen |
| Jahr | Titel Album                                      | US | Country | Anmerkungen |
| ---- | ------------------------------------------------ | --- | --- | ----------- |
| 2006 | Alyssa Lies Waitin’ in the Country               | US64 (12 Wo.)US | Country5 (24 Wo.)Country |             |
| 2007 | Livin’ Our Love Song Waitin’ in the Country      | US52 Gold (Mastertone) · (17 Wo.)US | Country6 (40 Wo.)Country |             |
| 2008 | I Can Sleep When I’m Dead Waitin’ in the Country | — | Country21 (24 Wo.)Country |             |
| 2008 | Where I’m From Growing Up Is Getting Old         | US64 (11 Wo.)US | Country11 (29 Wo.)Country |             |
| 2009 | Hurry Home Growing Up Is Getting Old             | US99 (1 Wo.)US | Country14 (32 Wo.)Country |             |
| 2011 | Numbers                                          | — | Country60 (1 Wo.)Country |             |

Weitere Singles
- 2011: Meet Me in the Barn
- 2011: Let Me
- 2013: Close Enough
- 2015: God Only Knows